# Lac de la Rour
Le lac de la Rour ou lac de la Rur (en allemand : Rurstausee ou Rursee, en néerlandais Roermeer) est un lac de l'Eifel, créé par la construction du barrage de la Rour.
Il a une capacité de 205 millions de mètres cubes ce qui en fait l'un des plus grands lacs de barrage d'Allemagne.